# 연산 오계
연산 오계는 한국의 오계(검은 닭)이다. 연산 화악리의 오계(連山 花岳里의 烏鷄)라는 이름으로 대한민국의 천연기념물로 지정되었다. 한국의 재래종으로 가금류 가운데 유일한 천연기념물이다. 눈동자와 눈자위가 구분되지 않을 정도로 검고, 깃털도 청자빛이 감도는 흑색이며, 뼈를 포함한 온몸이 까마귀처럼 검어서 오계라 부른다. 체형은 재래닭과 같이 작고 날렵하며 야생성이 강하다. 성장 속도가 느려 어릴 때 각별한 보살핌이 필요하다.
맛의 방주에 등재되어 있다.
한국에서 언제부터 오계를 길렀는지 정확한 기록은 없으나, 허준의 동의보감에 그 약효와 쓰임새가 기록되어 있는 것을 보아 선조 이전부터 전래되어 사육하기 시작한 것으로 추정된다.
그 동안 오골계라고 불리었으나, 동의보감에서 오계라고 했으며, 또한 예로부터 오계라는 이름으로 불렸기에 최근에 오골계라는 명칭에서 오계라는 이름으로 정정되었다. 한국의 오골계는 1988년에 천연기념물 135호에서 해제된 기장군 오골계가 유일한 실크털을 가진 오골계이다.

## 특징
볏은 검붉은 색의 왕관 모양이고 살갗과 뼈, 발톱 모두 검으며 발가락은 4개다. 눈은 눈동자와 눈자위의 경계를 구분하기 어려울 정도로 검고, 깃털 또한 청잣빛이 도는 검은색인데 돌연변이인 흰 오계가 평균 2천수당 1마리 꼴로 나오기도 한다. 정강이와 발가락 사이에 잔털이 없는 것이 오골계와 다른 점이다.

## 연산오계 전문점
천연기념물으로 보호하기 위한 종계 개체수 1000마리 이외 퇴역종계와 비선발 종계후보들은 오계탕용으로 쓰인다.